# 范氏梅芳
范氏梅芳（1985年—）在胡志明市舉辦的2002年越南小姐選美比赛中獲得冠軍。獲獎時，是海防陳富高中的理科学生。同年，成為首位進入世界小姐選美比賽的越南人，並入圍最美Top15。

## 家庭生活
1985年出生在海防，母亲郑金莺（越南语：Triệu Kim Oanh）。选美赛后，范氏梅芳选择平静地生活。高中毕业后，留学英国Luton大学工商管理专业。回国后，在故乡工作，与初恋，一位海防市公安干部结婚。目前为海防市海关干部。